# Parabathymyrus oregoni
Parabathymyrus oregoni är en fiskart som beskrevs av Smith och Kanazawa, 1977. Parabathymyrus oregoni ingår i släktet Parabathymyrus och familjen havsålar. Inga underarter finns listade i Catalogue of Life.